# Beat Feuz
Beat Feuz (Schangnau, 11 febbraio 1987) è un ex sciatore alpino svizzero, campione olimpico nella discesa libera a Pechino 2022, campione del mondo nella medesima specialità a Sankt Moritz 2017 e vincitore della Coppa del Mondo di discesa libera per quattro edizioni consecutive dal 2018 al 2021.

## Biografia

### Stagioni 2003-2010
Competitivo a livello giovanile anche nelle specialità tecniche, lo sciatore bernese in seguito si è specializzato in quelle veloci; attivo dal dicembre del 2002, Feuz ha fatto il suo esordio in Coppa Europa il 25 novembre 2004 a Landgraaf in KO slalom, piazzandosi al 13º posto; nella stessa stagione ha vinto la medaglia di bronzo nello slalom speciale ai Mondiali juniores di Bardonecchia 2005. Ha esordito in Coppa del Mondo il 10 dicembre 2006 nella supercombinata di Reiteralm, classificandosi 33º; ai successivi Mondiali juniores di Altenmarkt-Zauchensee/Flachau 2007 ha vinto tre medaglie d'oro, nella discesa libera, nel supergigante e nella combinata, e una di bronzo, nello slalom speciale. Il 13 marzo seguente ha conquistato i primi punti in Coppa del Mondo, piazzandosi 14º nella discesa libera di Lenzerheide.
Nel settembre del 2007, durante un allenamento a Zermatt, si è rotto un legamento crociato, infortunio che l'ha costretto a saltare tutta la stagione 2007-2008; è tornato alle gare solo il 25 ottobre 2009. Nel 2011 ha esordito ai Campionati mondiali: nella rassegna iridata di Garmisch-Partenkirchen è stato 9º nella discesa libera e non ha completato la supercombinata. Poco più tardi, l'11 marzo, ha colto la prima vittoria in Coppa del Mondo, nonché primo podio, nella discesa libera di Kvitfjell, in Norvegia.

### Stagioni 2012-2014
Nella stagione 2011-2012 in Coppa del Mondo ha ottenuto tredici podi con quattro vittorie; tra queste, una classica dello sci alpino come la discesa libera della Lauberhorn di Wengen (il 14 gennaio). Tale rendimento gli ha consentito di competere per la coppa di cristallo generale, poi vinta dall'austriaco Marcel Hirscher che ha sopravanzato Feuz di 25 punti; lo sciatore svizzero si è anche classificato al 2º posto nella classifica della Coppa del Mondo di discesa libera, staccato di 7 punti dal vincitore Klaus Kröll, al 2º in quella di combinata, vinta da Ivica Kostelić con 36 punti di vantaggio, e al 3º in quella di supergigante.
Il 21 novembre 2012 ha annunciato di essere costretto a rinunciare alla stagione 2012-2013 a causa di un problema al ginocchio sinistro; è stata la seconda volta, dopo quella del 2007-2008, che si è trovato costretto a saltare pressoché interamente una stagione. Tornato alle gare il 30 novembre 2013, ha preso parte ai XXII Giochi olimpici invernali di Soči 2014, sua prima presenza olimpica, dove si è classificato 13º nella discesa libera, 27º nel supergigante e 15º nella supercombinata.

### Stagioni 2015-2020
Ai Mondiali di Vail/Beaver Creek 2015 si è aggiudicato la medaglia di bronzo nella discesa libera ed è stato 14º nella combinata; nella successiva rassegna iridata di Sankt Moritz 2017 ha conquistato la medaglia d'oro nella discesa libera e si è classificato 12º nel supergigante. Ai XXIII Giochi olimpici invernali di Pyeongchang 2018 ha vinto la medaglia d'argento nel supergigante e quella di bronzo nella discesa libera; in quella stessa stagione 2017-2018 ha vinto la Coppa del Mondo di discesa libera, superando di 70 punti Aksel Lund Svindal, dopo essersi aggiudicato tra l'altro due classiche come le gare della Lauberhorn di Wengen (13 gennaio) e della Kandahar di Garmisch-Partenkirchen (27 gennaio).

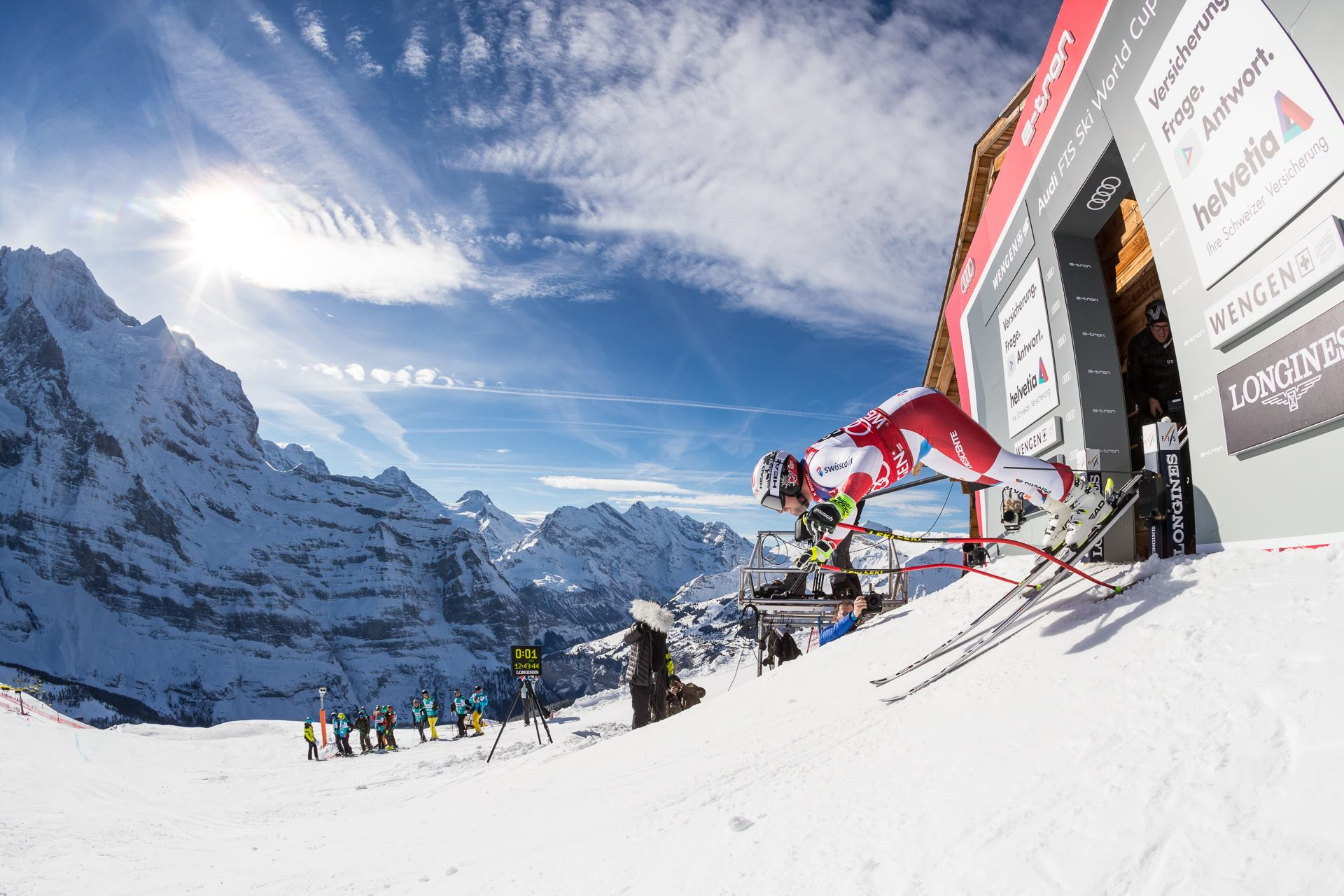
Feuz alla partenza della Lauberhorn di Wengen nel 2019

Ai Mondiali di Åre 2019 è stato 4º nella discesa libera e 18º nel supergigante e in quella stessa stagione 2018-2019 ha nuovamente vinto la Coppa del Mondo di discesa libera, con 20 punti di vantaggio sul secondo classificato Dominik Paris e 6 podi nella specialità tra cui la vittoria sulla Birds of Prey di Beaver Creek (30 novembre). Anche nella stagione 2019-2020 ha vinto, per la terza volta, la Coppa del Mondo di discesa libera, con 212 punti di vantaggio su Thomas Dreßen; tra i suoi 7 podi stagionali figurano le vittorie del 7 dicembre sulla Birds of Prey di Beaver Creek e del 18 gennaio sulla Lauberhorn di Wengen. 

### Stagioni 2021-2023
Ai Mondiali di Cortina d'Ampezzo 2021, sua ultima presenza iridata, ha vinto la medaglia di bronzo nella discesa libera e si è classificato 10º nel supergigante. In quella stessa stagione 2020-2021 in Coppa del Mondo si è aggiudicato per la quarta volta consecutiva la coppa di cristallo di discesa libera (impresa riuscita in precedenza solo a Franz Klammer) con 68 punti di vantaggio su Matthias Mayer; ha conquistato 5 podi nella specialità, vincendo le due gare disputate sulla classica pista Streif di Kitzbühel il 22 e il 24 gennaio.
L'anno dopo ai XXIV Giochi olimpici invernali di Pechino 2022, sua ultima presenza olimpica, ha vinto la medaglia d'oro nella discesa libera e non ha completato il supergigante; al termine di quella stagione 2021-2022 si è piazzato al 2º posto nella classifica della Coppa del Mondo di discesa libera, superato da Aleksander Aamodt Kilde di 13 punti, dopo aver ottenuto in discesa libera l'ultima vittoria (il 23 gennaio a Kitzbühel) e l'ultimo podio (3º il 16 marzo a Courchevel) nel circuito. Si è ritirato durante la stagione 2022-2023 e la sua ultima gara è stata la discesa libera di Kitzbühel del 21 gennaio, chiusa da Feuz al 16º posto.

## Palmarès

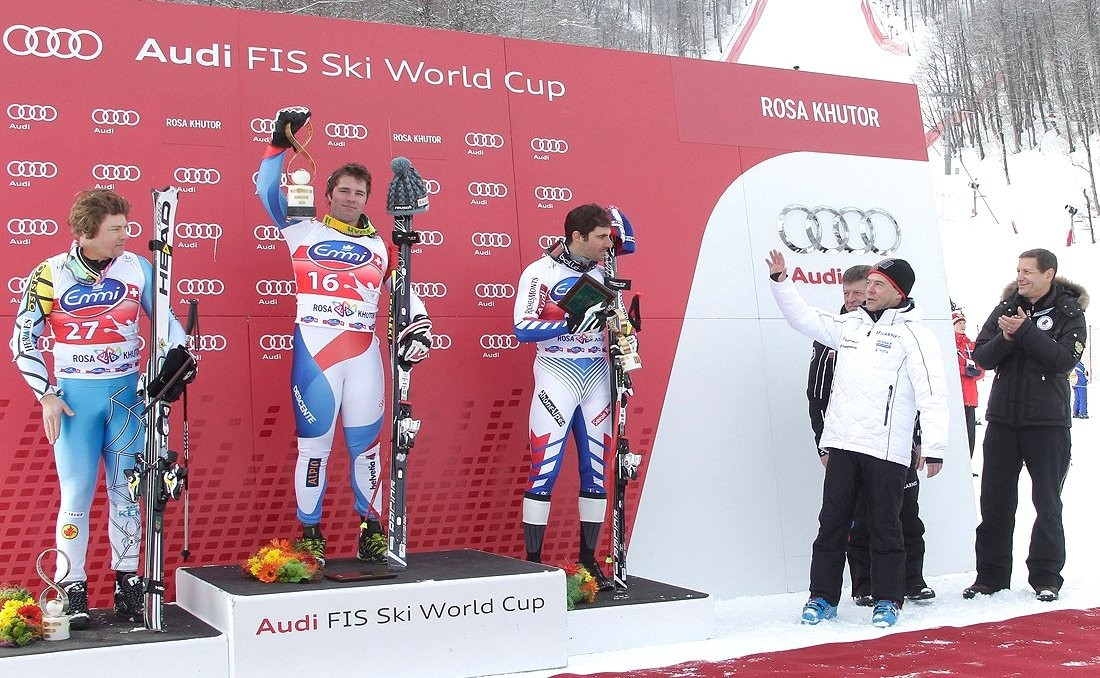
Feuz (al centro) sul podio della discesa libera di Soči Krasnaja Poljana dell'11 febbraio 2012, sua quarta vittoria in Coppa del Mondo, con Benjamin Thomsen (2º, a sinistra) e Adrien Théaux (3º, a destra)

### Olimpiadi
- 3 medaglie:
  - 1 oro (discesa libera a Pechino 2022)
  - 1 argento (supergigante a Pyeongchang 2018)
  - 1 bronzo (discesa libera a Pyeongchang 2018)

### Mondiali
- 3 medaglie:
  - 1 oro (discesa libera a Sankt Moritz 2017)
  - 2 bronzi (discesa libera a Vail/Beaver Creek 2015; discesa libera a Cortina d'Ampezzo 2021)

### Mondiali juniores
- 5 medaglie:
  - 3 ori (discesa libera, supergigante, combinata ad Altenmarkt-Zauchensee/Flachau 2007)
  - 2 bronzi (slalom speciale a Bardonecchia 2005; slalom speciale ad Altenmarkt-Zauchensee/Flachau 2007)

### Coppa del Mondo
- Miglior piazzamento in classifica generale: 2º nel 2012
- Vincitore della Coppa del Mondo di discesa libera nel 2018, nel 2019, nel 2020 e nel 2021
- 59 podi:
  - 16 vittorie
  - 22 secondi posti
  - 21 terzi posti

#### Coppa del Mondo - vittorie
| Data             | Località               | Paese       | Specialità |
| ---------------- | ---------------------- | ----------- | ---------- |
| 11 marzo 2011    | Lillehammer Kvitfjell  | Norvegia    | DH         |
| 16 dicembre 2011 | Val Gardena            | Italia      | SG         |
| 14 gennaio 2012  | Wengen                 | Svizzera    | DH         |
| 11 febbraio 2012 | Soči Krasnaja Poljana  | Russia      | DH         |
| 2 marzo 2012     | Lillehammer Kvitfjell  | Norvegia    | SG         |
| 16 marzo 2016    | Sankt Moritz           | Svizzera    | DH         |
| 17 marzo 2016    | Sankt Moritz           | Svizzera    | SG         |
| 25 novembre 2017 | Lake Louise            | Canada      | DH         |
| 13 gennaio 2018  | Wengen                 | Svizzera    | DH         |
| 27 gennaio 2018  | Garmisch-Partenkirchen | Germania    | DH         |
| 30 novembre 2018 | Beaver Creek           | Stati Uniti | DH         |
| 7 dicembre 2019  | Beaver Creek           | Stati Uniti | DH         |
| 18 gennaio 2020  | Wengen                 | Svizzera    | DH         |
| 22 gennaio 2021  | Kitzbühel              | Austria     | DH         |
| 24 gennaio 2021  | Kitzbühel              | Austria     | DH         |
| 23 gennaio 2022  | Kitzbühel              | Austria     | DH         |

Legenda:

DH = discesa libera

SG = supergigante

### Coppa Europa
- Miglior piazzamento in classifica generale: 76º nel 2007

### Campionati svizzeri
- 8 medaglie[4]:
  - 3 ori (supergigante nel 2010; supercombinata nel 2011, discesa libera nel 2017)
  - 3 argenti (combinata[senza fonte] nel 2006; discesa libera nel 2010; discesa libera nel 2015)
  - 2 bronzi (combinata[senza fonte] nel 2005; slalom gigante nel 2010)

## Statistiche

### Podi in Coppa del Mondo
| Stagione/Specialità | Discesa libera         | Discesa libera         | Discesa libera         | Supergigante           | Supergigante           | Supergigante           | Combinata              | Combinata              | Combinata              | Podi totali            |
| ------------------- | ---------------------- | ---------------------- | ---------------------- | ---------------------- | ---------------------- | ---------------------- | ---------------------- | ---------------------- | ---------------------- | ---------------------- |
| Stagione/Specialità | 1º                     | 2º                     | 3º                     | 1º                     | 2º                     | 3º                     | 1º                     | 2º                     | 3º                     | Podi totali            |
| 2007                |                        |                        |                        |                        |                        |                        |                        |                        |                        | 0                      |
| 2008                | stagione non disputata | stagione non disputata | stagione non disputata | stagione non disputata | stagione non disputata | stagione non disputata | stagione non disputata | stagione non disputata | stagione non disputata | stagione non disputata |
| 2009                | stagione non disputata | stagione non disputata | stagione non disputata | stagione non disputata | stagione non disputata | stagione non disputata | stagione non disputata | stagione non disputata | stagione non disputata | stagione non disputata |
| 2010                |                        |                        |                        |                        |                        |                        |                        |                        |                        | 0                      |
| 2011                | 1                      |                        | 1                      |                        |                        |                        |                        |                        |                        | 2                      |
| 2012                | 2                      | 3                      |                        | 2                      |                        | 2                      |                        | 3                      | 1                      | 13                     |
| 2013                | stagione non disputata | stagione non disputata | stagione non disputata | stagione non disputata | stagione non disputata | stagione non disputata | stagione non disputata | stagione non disputata | stagione non disputata | stagione non disputata |
| 2014                |                        |                        |                        |                        |                        |                        |                        |                        |                        | 0                      |
| 2015                |                        | 2                      |                        |                        |                        |                        |                        |                        |                        | 2                      |
| 2016                | 1                      | 1                      | 2                      | 1                      |                        |                        |                        |                        |                        | 5                      |
| 2017                |                        |                        | 2                      |                        |                        | 1                      |                        |                        |                        | 3                      |
| 2018                | 3                      | 3                      | 1                      |                        | 1                      |                        |                        |                        |                        | 8                      |
| 2019                | 1                      | 3                      | 2                      |                        |                        | 1                      |                        |                        |                        | 7                      |
| 2020                | 2                      | 3                      | 2                      |                        |                        |                        |                        |                        |                        | 7                      |
| 2021                | 2                      | 2                      | 1                      |                        |                        |                        |                        |                        |                        | 5                      |
| 2022                | 1                      | 1                      | 5                      |                        |                        |                        |                        |                        |                        | 7                      |
| 2023                |                        |                        |                        |                        |                        |                        |                        |                        |                        | 0                      |
| Totale              | 13                     | 18                     | 16                     | 3                      | 1                      | 4                      | 0                      | 3                      | 1                      | 59                     |
| Totale              | 47                     | 47                     | 47                     | 8                      | 8                      | 8                      | 4                      | 4                      | 4                      | 59                     |